# Rocas Ramirez
Die Rocas Ramirez (spanisch) sind eine Gruppe von Klippenfelsen im Archipel der Biscoe-Inseln westlich der Antarktischen Halbinsel. Sie liegen in der Pendleton-Straße.
Argentinische Wissenschaftler benannten sie. Der Namensgeber ist nicht überliefert.